# Pruna (kommunhuvudort)
Pruna är en kommunhuvudort i Spanien.   Den ligger i provinsen Provincia de Sevilla och regionen Andalusien, i den södra delen av landet, 400 km söder om huvudstaden Madrid. Pruna ligger 543 meter över havet och antalet invånare är 3 047.
Terrängen runt Pruna är lite kuperad.Runt Pruna är det ganska tätbefolkat, med 93 invånare per kvadratkilometer. Närmaste större samhälle är Olvera, 5,8 km sydväst om Pruna. Trakten runt Pruna består till största delen av jordbruksmark.